# Mel Mermelstein
Mel Mermelstein (Mukačevo, 25 settembre 1926 – Long Beach, 28 gennaio 2022) è stato uno scrittore cecoslovacco con cittadinanza statunitense sopravvissuto all'Olocausto e impegnato per il mantenimento ed il riconoscimento della memoria. Fu l'unico della sua famiglia a sopravvivere allo sterminio nel campo di concentramento di Auschwitz.

## Biografia
Mel Mermelstein nacque il 25 settembre 1926 a Örösveg, vicino a  Mukačevo. Visse sino all'inizio della seconda guerra mondiale nelle cittadina natale, che in quel periodo era parte della Cecoslovacchia. Nel 1938 il paese venne occupato dall'Ungheria. Il 19 maggio 1944 fu deportato nel campo di concentramento di Auschwitz e in seguito fu spostato nel campo di concentramento di Buchenwald, dove arrivarono i liberatori delle forze alleate l'11 aprile 1945.
Dedicò parte della sua vita al ricordo dell'Olocausto e a combattere il negazionismo. Indicò i principali autori negazionisti a livello internazionale e tra questi inserì Ditlieb Felderer e Robert Faurisson.
È morto per complicazioni da COVID-19 nel gennaio 2022.

## Causa all'Institute for Historical Review
L'Institute for Historical Review offrì una ricompensa di 50.000 dollari a chi avesse provato che gli ebrei furono vittime nei campi di sterminio, uccise con le camere a gas. Quando Mermelstein fornì tali prove, l'istituto si rifiutò di versare la ricompensa promessa. Ne seguì un processo e il giudice Robert Wenke della Corte Superiore confermò che l'impegno doveva essere mantenuto e, implicitamente, che l'Olocausto è un fatto legalmente incontestabile, sconfessando le premesse negazioniste dell'istituto.

## Museo Mel Mermelstein
Nella sua abitazione, negli Stati Uniti dove visse gli ultimi anni, raccolse materiale e creò un museo, non aperto al pubblico, per mantenere viva la memoria e ricordare le innumerevoli vittime dell'Olocausto.

## Opere
- (EN) By bread alone: the story of A-4685, Huntington Beach, California, Distributed by Auschwitz Study Foundation, 1979, ISBN 9780960653409, OCLC 1077270609.
- (EN) con Richard Prystowsky, Irene Gut Opdyke e Samuel P Oliner, Education after the Holocaust: What Do We Teach Our Children Now? Teaching Life, Practicing Repect: An Interview with Mel Mermelstein. Ordinary Humanness, Living Compassion: An Interview with Irene Gut Opdyke. The Need To Care and the Obligation To Teach: An Interview with Samuel P. Oliner, collana Paths of Learning: Options for Families & Communities, n9 p28-41 Sum 2001, 2001, OCLC 425613984.
- (EN) Eyewitness to the Holocaust, KOCE-TV Real Orange, 2000, OCLC 402293603.
- con Leonard Nimoy, Robert B Radnitz, Cassandra Henderson, Ron Axelrod (et al.), Never forget. An electronic field trip with Leonard Nimoy and Robert Radnitz, New York, NY, Modern Educational Video Network, 1991, OCLC 42486431.

## Nella cultura di massa
- Condanna, film del 1991.[10]